# Ochodaeus asahinai
Ochodaeus asahinai är en skalbaggsart som beskrevs av Yoshihiko Kurosawa 1968. Ochodaeus asahinai ingår i släktet Ochodaeus och familjen Ochodaeidae. Inga underarter finns listade i Catalogue of Life.